# Orygocera silvestriella
Orygocera silvestriella is een vlinder uit de familie van de Depressariidae (Platlijfjes). Deze soort is voor het eerst wetenschappelijk beschreven als Rhozale silvestriella door Pierre Viette in een publicatie uit 1956.
De soort komt voor in Madagaskar.